# 西興部村
西興部村（日语：／ Nishiokoppe mura */?）位於北海道鄂霍次克綜合振興局西部。村內平原不多，約90%的面積被森林覆蓋，僅興部川和藻興部川沿岸為平坦狹長的農業地帶，其他區域多為海拔400公尺左右的山岳地帶。
由於是從興部町分村，又位於興部町的西側區域，因此命名為西興部村。而興部的名稱則是源自阿伊努語的「o-u-kot-pe」（下游合流的地方），興部町正是位於興部川和藻興部川匯合之處。

## 歷史
- 1904年：設立驛站，驛站負責人坂本國命立為第一位定居於此的居民。[3]
- 1907年：古川鶴次郎、關喜傳次等人開始進入此地開墾。
- 1909年：設置興部村外二村戶長役場。
- 1915年4月1日：紋別郡瑠橡村、沙留村、興部村合併為二級村興部村（現在的興部町)。[4]
- 1925年1月1日：從興部村分割獨立設置為北海道二級村。

## 產業
當地主要產業是酪農業，但從事農業的人口僅約10%。近年來該村每戶擁有大型農場的比例增加。由於老年人口在總人口中佔比極高，因此只有大約一半的人口有就業。村內另有土木建築業、香菇栽培工廠、吉他主體製造工廠、養老院和精神療養設施。

## 交通

### 機場
- 紋別機場 （位於紋別市）
- 旭川機場 （位於東神樂町）

### 鐵路
- 過去曾經有名寄本線通過轄區，設有西興部車站和上興部車站，但現已廢線。
- 目前距離最近的車站是宗谷本線的名寄車站。

### 道路
| 一般國道 - 國道239號 | 主要地方道 - 北海道道137號遠輕雄武線 道道 - 北海道道334號中藻興部興部線 |

## 觀光景點
- 行者之瀑布
- 赤岩之瀑布
- 黑岩之瀑布
- 冰隧道：夏季也有殘留雪的隧道
- 鹿牧場
- 森之美術館「木夢」
- 多媒體館「IT夢」
- 西興部村森林公園

## 教育

### 中學校
- 西興部村立西興部中學校

### 小學校
| - 西興部村立西興部小學校 | - 西興部村立上興部小學校 |

## 姊妹市・友好都市

### 海外
- 朱諾（美國 阿拉斯加州）

## 本地出身的名人
- 荻野一雄：前職業棒球選手
- 羽黑花統司：相撲力士、前關脇

## 外部連結
- （日語）森之美術館「木夢」
- （日語）多媒體館「IT夢」
- （日語）西興部村獵區管理協會 （页面存档备份，存于）
- （日語）西興部村鹿牧場 （页面存档备份，存于）
- （日語）西興部村養鹿研究會
- （日語）道路休息站「花夢」
- （日語）西興部村商工會
- （日語）西興部村商工會青年部
- （日語）西興部村公民館圖書室
- （日語）村民的網頁連結